# Super Bock
Super Bock és una marca portuguesa de cervesa, fundada l'any 1927 i propietat de l'empresa Unicer Bebidas de Portugal (Unicer). La seva seu es troba a Leça do Balio, als afores de Porto. És la marca de cervesa portuguesa més venguda.
Guanyadora de 36 medalles d'or a Europa de manera consecutiva en el prestigiós concurs Monde Sélection, SUPER BOCK Original és reconeguda internacionalment per la seva alta qualitat.
A més de la cervesa lager tradicional, compta amb una gamma de productes de diferents sabors:
- Super Bock Original

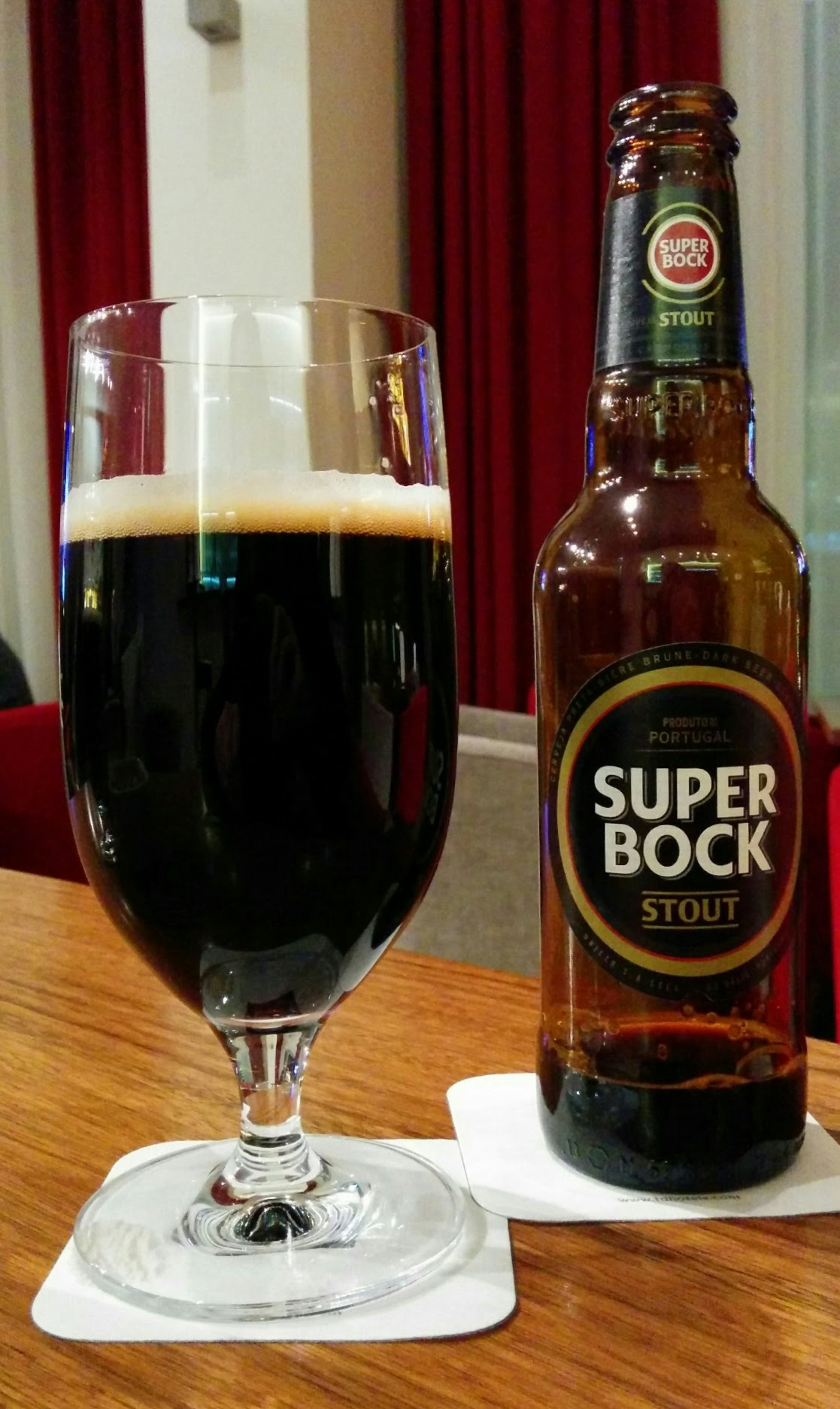
Copa i ampolla de Super Bock stout.

- Super Bock Green (cervesa amb llimona)
- Super Bock Classic (graduació alcohòlica del 5,8%)
- Super Bock Stout (cervesa negra)
- Super Bock Abadia (cervesa de blat amb fermentació perllongada)
- Super Bock Sem Álcool (cervesa sense alcohol)
- Super Bock Sem Álcool Preta (cervesa negra sense alcohol)
- Super Bock Selecção 1927

L'any 1977, Super Bock va rebre la seva primera medalla d'or de l'Institut Internacional de Qualitat Monde Selection.